# Tineke van Leer
Tineke van Leer, geboren als Catharina Helena Trap (Den Helder, 6 april 1924 – Londen, 20 februari 2003) was een Nederlands actrice.

## Biografie
Na het gymnasium nam ze toneellessen bij Louis Saalborn. In 1946 begon zij bij het Nederlands Jeugdtoneel, waarna ze de overstap maakte naar het cabaret. Ze maakte onder meer tournees voor het NVV en met Adrie van Oorschot. Ook had ze een eigen literair cabaretprogramma.
In het seizoen '70/'71 speelde ze juffrouw Petronella in de televisieserie Swiebertje en in het seizoen '74/'75 was ze in dezelfde serie te zien als Stien Dommel. Daarnaast was ze als vertelstem te horen op een aantal lp's van onder andere cabaretgroep Tingel Tangel en sprak ze samen met Gerard Heystee een serie grammofoonplaten in voor de Show'N Tell. Van Leer was achtereenvolgens getrouwd met Robert Sobels en Ber Hulsing.

## Filmografie
| Jaar      | Programma | Rol                 | Opmerking               |
| --------- | --- | ------------------- | ----------------------- |
| 1970 1971 | Swiebertje | Juffrouw Petronella | televisieserie          |
| 1974-1975 | Swiebertje | Stien Dommel        | televisieserie          |
| 1974      | Liefde in zaken | Yvonne              | Hoorspel                |
| 1975      | Opstand der dingen                                                                                                  | Zuza                | Hoorspel                |
| 1975      | Een mens wil op de vrijdagavond wel eens even zitten en een beetje lachen want er is al genoeg ellende op de wereld | Miss Sophie         | sketch 'Dinner for One' |

## Discografie
| Jaar | Album            | Artiest                           | Aandeel               | Opmerking      |
| ---- | ---------------- | --------------------------------- | --------------------- | -------------- |
| 1967 | Zotten en wijzen | Cabaretgroep Tingel Tangel        | Zang, gesproken tekst | Theater/muziek |
|      | Sprookjesland    | Gerard Heystee en Tineke van Leer | Gesproken tekst       | Kinder-lp      |